# 斯特羅科瓦
50°7′33″N 31°37′51″E / 50.12583°N 31.63083°E
斯特羅科瓦（烏克蘭語：Строкова）是位於烏克蘭北部的村莊，由基辅州鲍里斯皮尔区的斯圖德尼基市鎮負責管轄。該村面積2.97平方公里，海拔高度102米，2001年人口557，人口密度每平方公里187.5人。